# Pablo Ruiz (álbum)
Pablo Ruiz es el título del álbum homónimo de estudio, grabado por el cantante argentino Pablo Ruiz, debutando como solista, luego de destacarse en el programa infantil "Festilindo" entre los años 1984 a 1986 como parte del elenco estable, siendo fichado por EMI para grabar lo que sería su disco debut.
Fue lanzado al mercado por la empresa discográfica EMI Capitol en 1987. El álbum fue grabado en los estudios Estudios ION entre enero y febrero de 1987, contó con los arreglos y dirección de Mariano Baravino,  y fue producido por Rubén Amado, conocido por haber escrito algunos de los primeros éxitos de Luis Miguel.
De esta placa, lanzada cuando el cantante tenía 12 años, se habrían de destacar "Mi chica ideal" y "Sol de verano". Por esta placa habría de recibir el premio Prensario como Artista Revelación. Y sería certificado como disco de oro y platino.

## Lista de canciones
| Pablo Ruiz |                               |                                     |          |  |
| N.º        | Título                        | Escritor(es)                        | Duración |  |
| 1.         | «Bongiorno, My Love, Te Amo»  | Rubén Amado                         | 2:55     |  |
| 2.         | «Mi Locura Especial»          | Rubén Amado                         | 3:35     |  |
| 3.         | «Todo Por Tu Amor»            | Rubén Amado                         | 2:44     |  |
| 4.         | «Mi Chica Ideal»              | Rubén Amado                         | 3:35     |  |
| 5.         | «El Amor Esta De Moda»        | Rubén Amado                         | 4:52     |  |
| 6.         | «Sol De Verano»               | Rubén Amado                         | 3:34     |  |
| 7.         | «Te Amo, Si Te Amo»           | Mariano Barabino - Liliana Maturano | 4:16     |  |
| 8.         | «Somos Jóvenes»               | Rubén Amado                         | 3:36     |  |
| 9.         | «Rock De La Inquietante Susy» | Rubén Amado                         | 3:37     |  |
| 10.        | «Por Favor Amame»             | Rubén Amado                         | 3:05     |  |

## Premios[4]
- Premio Prensario, Artista Revelación, 1987
- Disco de Oro (Argentina), Pablo Ruiz, 1987
- Disco de Platino (Argentina), Pablo Ruiz, 1987

## Créditos[5]
- Arreglos: Mariano Barabino
- Artwork: Jorge Servici
- Ingenieros de grabación: Pucho Alonso, Roberto Fernández
- Ingenieros de mezcla: Jorge Da Silva, Roberto Fernández
- Productor Ejecutivo: Carlos Recalde
- Técnico de corte: Nano Suárez
- Fotografía: José Luis Massa
- Dirección Artística: Rubén Amado
- Sampona Sikus: Rodolfo "Fito" Dalera
- Asistentes de Sonido: Fernando Franqueira, Mario Salas